# Ionut Minea
Ionut Minea (ur. 11 listopada 1989 w Bukareszcie) – rumuński wioślarz.

## Osiągnięcia
- Mistrzostwa Świata Juniorów – Brandenburg 2005 – czwórka ze sternikiem – 8. miejsce[1].
- Mistrzostwa Świata Juniorów – Amsterdam 2006 – czwórka ze sternikiem – 1. miejsce[1].
- Mistrzostwa Świata Juniorów – Amsterdam 2006 – ósemka – 6. miejsce[1].
- Mistrzostwa Świata Juniorów – Pekin 2007 – dwójka bez sternika – 3. miejsce[1].
- Mistrzostwa Europy – Ateny 2008 – ósemka – 7. miejsce[1].
- Mistrzostwa Świata U-23 – Račice 2009 – czwórka bez sternika – 5. miejsce[1].
- Mistrzostwa Europy – Brześć 2009 – czwórka bez sternika – 5. miejsce[1].
- Mistrzostwa Europy – Montemor-o-Velho 2010 – dwójka bez sternika – 11. miejsce[1].